# E-cigaret
En e-cigaret (forkortelse for elektronisk cigaret) også kaldet en dampcigaret, er en elektrisk anordning, der indeholder en patron med væske (e-væske), et varmelegeme/coil (forstøver eller fordamper) og et batteri. Disse enheder producerer en damp der kan indåndes.
Elektroniske cigaretter er ikke omfattet af rygeloven. Dog har flere kommunale arbejdspladser, hospitaler og offentlige transportmidler forbudt brugen af e-cigaretter på lige fod med almindelige cigaretter. Mange lufthavne og flyselskaber har ligeledes forbudt 'dampning' af e-cigaretter, da personalet har svært ved at skelne dampen fra e-cigaretter og røgen fra normale cigaretter.

## Sundhedsrisikoen
E-cigaretter er ikke risikofri, men påstås at være et mindre sundhedsskadeligt alternativ til almindelige tobakscigaretter. Dog kender man ikke skadeseffekterne og slet ikke langtidseffekterne, så e-rygning frarådes, og specielt frarådes børn, unge, gravide og ammende direkte at ryge e-cigaretter.
Tilsætningsstoffer som olier kan være sundhedsskadelige og en stor risiko ved illegale produkter.
I Danmark blev det i 2023 bemærket, at børn helt ned til 10 år røg e-cigaretter 

## Konstruktion
Elektroniske cigaretter kommer i mange forskellige modeller; både som cigaretlignende (aflange, runde), men også som modeller, der ikke minder om cigaretter (firkantede, betydeligt større). Til fælles for dem består de generelt af tre komponenter: 
1. Tank: Dette er en beholder (også kaldet "clearomizer"), som indeholder væsken, der fordampes. Herpå sidder et mundstykke, hvor dampen fra e-cigaretten inhaleres fra.
2. Batteri: Batteriet tilfører strøm til den elektroniske cigaret. I de mere avancerede e-cigaretter anvendes “mods”, som kan yde betydeligt mere strøm, hvilket resulterer i mere damp. Et mod består af flere dele, som har til formål at beskytte batteriet (så det ikke sprænger), samt regulere modstanden (ohm).
3. Fordamper: Fordamperen (også kaldet en "coil") får tilført strøm fra batteriet, hvilket varmer e-væsken op til en temperatur, hvor det fordamper. Den præcise temperatur afhænger af e-væskens blandingsforhold.

E-væske kommer med forskellige smagsvarianter og nikotinstyrker, og dampen har tilnærmelsesvis samme udseende som tobaksrøg. Til den elektroniske cigaret følger en oplader til enten USB-port eller til alm. strømstik.

## E-væske
E-væske eller e-juice er den væske, der dampes i e-cigaretter. Til tider benyttes også navne som E-liquid, Nicotine solution eller e-juice. 
De vigtigste ingredienser i e-væske er en blanding af forskellige tilsætningsstoffer som propylenglycol (PG), glycerin (G), og / eller polyethylenglycol 400 (PEG 400), undertiden med forskellige niveauer af alkohol blandet med koncentrerede eller udvundne aromaer og eventuelt en variabel koncentration af nikotin. 
E-væske fås med forskellige koncentrationer af nikotin, og det er op til forbrugeren at vælge. Aromaerne kan være naturlige eller kunstige, og findes i hundredvis af forskellige smagsvarianter såsom: jordbær, lakrids, mentol, tobak mfl. Samtidig findes der også Nikotinfri e-væske.. 
I følge Sundhedsstyrelsen kan rygevæsker med nikotin medføre alvorlige forgiftninger ved indtagelse. Småbørn er særligt udsatte og få milliliter rygevæske med nikotin kan medføre alvorlig forgiftning ved flydende indtagelse.

### Salg af e-væske med nikotin
I december 2013 blev der vedtaget nye regler omkring salg af e-væske med nikotin i hele EU. Reglerne var en del af tobaksdirektivet og aftalen betyder, at det fremover kun er lovligt at sælge e-væske med et nikotin indhold på max. 20 mg nikotin per milliliter. 
I 2015 blev der sendt et lovforslag til høring omkring e-væske med nikotin i Danmark. Det betyder, at alle forhandlere skal søge om godkendelse for at sælge e-væske hos Sikkerhedsstyrelsen mod et gebyr på ca. 30.000 kr samt et årligt fornyelsesgebyr på ca. 10.000 kr. for hver smagsvariant og nikotinstyrke. Det gøres ligeledes forbudt at sælge e-væske i beholdere, der rummer mere end 10 ml. og den max. tilladte nikotinstyrke bliver anført til 20 mg. nikotin per milliliter. Forslaget blev fremsat i april med virkning pr. 1. november 2015.